# XXII Batallón de Fortaleza de la Luftwaffe
El XXII Batallón de Fortaleza de la Luftwaffe (XXII. Luftwaffen-Festungs-Bataillon) fue una unidad de la Luftwaffe durante la Segunda Guerra Mundial.

## Historia
Fue formado el 10 de septiembre de 1944 en Neukuhren a partir del 5.º Batallón de Defensa Local de la Luftwaffe con 3 compañías. Entró en acción en Holanda durante el resto de la guerra. Se componía de: compañía de Plana Mayor con dos pelotones de telefonistas, dos pelotones de radiotelegrafistas, una unidad de transporte y una de intendencia. 
- 1.ª Compañía de Fortificación de la Luftwaffe
- 2.ª Compañía de Fortificación de la Luftwaffe
- 3.ª Compañía de Fortificación de la Luftwaffe
- 4.ª Compañía de Fortificación de la Luftwaffe

El batallón se trasladó a finales de septiembre de 1944 a Appeldorn (Kalkar), y en el mes de octubre de 1944 las unidades del batallón se repartieron al II Cuerpo de Paracaidistas (12.º Batallón de Reconocimiento de Paracaidistas).